# Rusinowski Wierch
Rusinowski Wierch (830 m) – mało wybitny wierzchołek o wysokości 830 m n.p.m. w Paśmie Radziejowej w Beskidzie Sądeckim. Znajduje się w bocznym grzbiecie tego pasma, odchodzącym od Małego Rogacza (1162 m) w południowo-zachodnim kierunku poprzez Pokrywisko (975 m), Ruski Wierch (935 m) i Jasielnik (886 m). Na polanie pomiędzy Ruskim Wierchem i Jasielnikiem grzbiet rozgałęzia się. Orograficznie prawa odnoga poprzez Rusinowski Wierch opada do dolnej części doliny Białej Wody. Zachodnie stoki Rusinowskiego Wierchu opadają do doliny potoku Czarna Woda, wschodnie do doliny potoku Pod Jasielnik.
Nazwa wierzchołka pochodzi od Rusinów, którzy przed II wojną światową zamieszkiwali okoliczne miejscowości: Czarną Wodę, Białą Wodę i Jaworki. Po wojnie zostali w ramach Akcji Wisła wysiedleni. Rusinowski Wierch jest w dużym stopniu bezleśny, gdyż dawniej znajdowały się na nim pola uprawne Rusinów. Obecnie częściowo zarastają, w niektórych miejscach są zalesiane, ale nadal jest tutaj dużo punktów widokowych na Pieniny, Tatry i pobliskie wzniesienia Beskidu Sądeckiego.

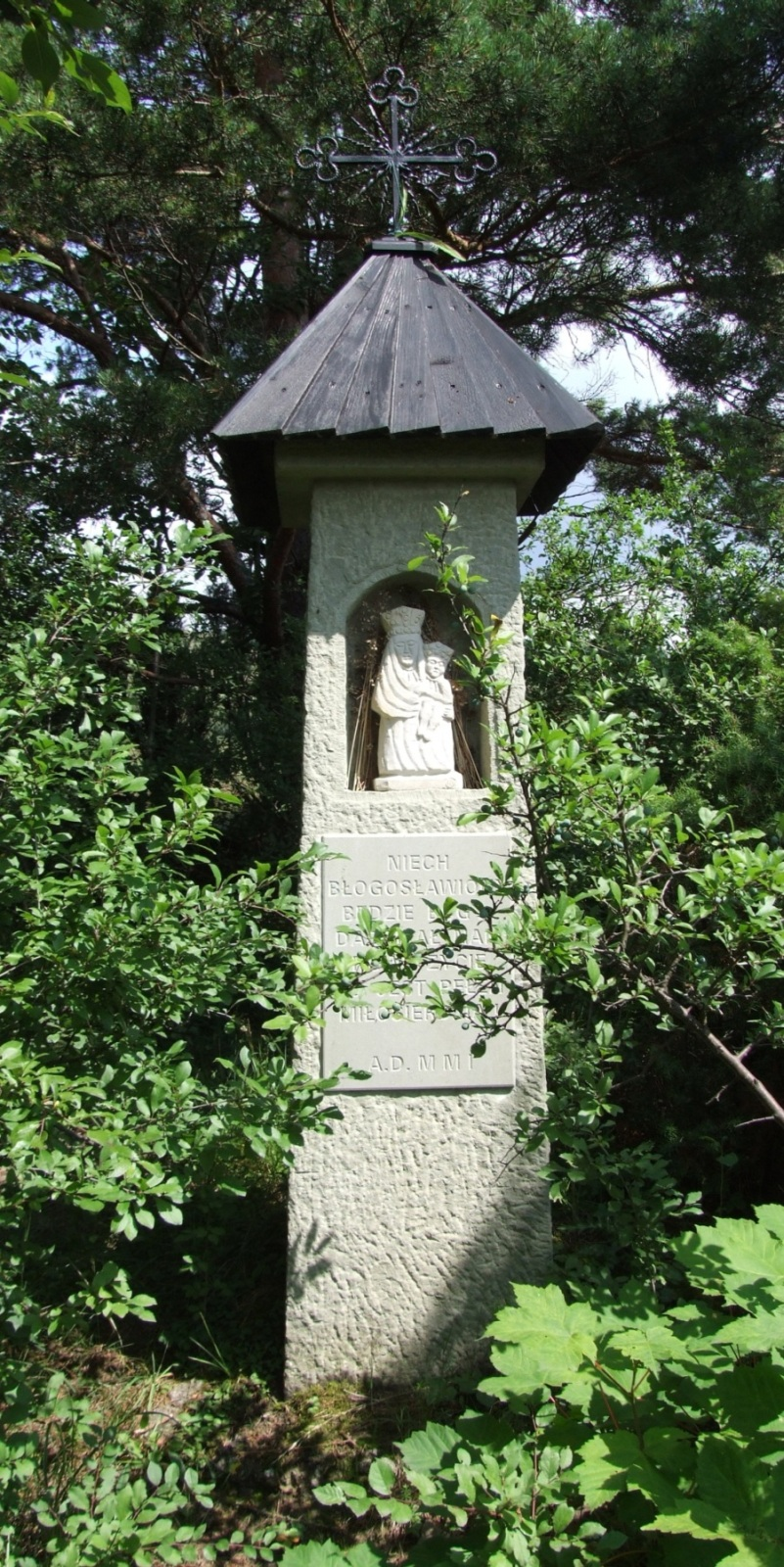
Kapliczka na Rusinowym Wierchu

Przy wozowej drodze prowadzącej z Jaworek przez Rusinowski Wierch znajduje się stylowa kapliczka. Szlak turystyczny jednak nie prowadzi obok niej, ani przez Rusinowski Wierch, gdyż jego przebieg został zmieniony i obecnie prowadzi inną drogą, obok punktu pobierania opłat przed rezerwatem przyrody Biała Woda, obok Bazaltowej Skałki i przez Jasielnik na Ruski Wierch.
Rusinowski Wierch znajduje się w granicach wsi Jaworki w województwie małopolskim, w powiecie nowotarskim, w gminie miejsko-wiejskiej Szczawnica.